# وانوون داي غن
الأمير العظيم وانوون (완원대군 | 完原大君) , (ولد في 1331 ومات في 1356) , هو الابن الثالث لدوجو ملك جوسون .
اسمه الشخصي يي جاسون (이자선 | 李子宣) . خدم في غوريو كوإنسانبايك (완산백 | 完山伯) . في 3 ديسمبر 1872 بأمر من الملك غوجونغ أصبح تشبونغ وأعطي اللقب الأمير العظيم .

## حياته
تاريخ ولادته في 1331 . هو الابن الثالث لدوجو ملك جوسون من السيدة غيي . تزوج من غايسونغ من عشيرة وانغ ابنة وانغ غوجينغ . مات في 1356 وقبره في مقاطعة غيونغي .

## الأسرة

### الإخوة والأخوات
- الأمير العظيم وانتشانغ , (완창대군 | 完昌大君) .
- الملك العظيم هوانجو , (환조대왕 | 桓祖大王) .
- الأمير العظيم وانتشون , (완천대군 | 完川大君) .
- الأمير العظيم وانسونغ , (완성대군 | 完城大君) .
- الأميرة منهي , (문혜공주 | 文惠公主) .
- الأميرة منسك , (문숙공주 | 文淑公主) .
- الأميرة موني , (문의공주 | 文懿公主) .

### العائلة
- الزوجة : السيدة غايسونغ وانغ (왕씨 | 王氏) , أنجبت :
  - الأمير غايهينغ , يي وون (이원 | 李元) .
  - الأمير غايريونغ , يي جي (이지 | 李枝) .
  - الأمير غايوون , يي ماي (이매 | 李枚) .

### أقارب آخرين
- أخ غير شقيق : يي وانجابلهوا , (이완자불화 | 李完者不花) .
- أخت غير شقيقة : يي ناهاي , (이나해 | 李那海) .